# Escola de costura Agulla d'Or
L'escola de costura Agulla d'Or —en persa آموزشگاه خیاطی سوزن‌طلا— va ser una escola per a les nenes a l'Herat (Afganistan) durant la insurgència talibana a la zona. A causa que a les nenes i a les dones no se les permetia assistir a l'escola i rebre educació sota l'estricta interpretació de la llei islàmica imposada pels talibans, les escriptores pertanyents al Cercle Literari d'Herat van crear un grup anomenat Cercle de Costura d'Herat, que va fundar l'escola clandestinament al voltant de l'any 1996.
Les dones anaven a l'escola tres vegades per setmana aparentment per cosir, però en lloc d'això escoltaven conferències impartides per professors de literatura de la Universitat d'Herat. Els nens que jugaven a l'exterior alertaven al grup si la policia religiosa s'apropava, donant-lis temps per amagar els llibres i treure els estris de costura. L'Herat podria haver estat l'àrea més oprimida sota els talibans, segons la periodista i escriptora Christina Lamb, perquè era una ciutat culta i sobretot xiïta, ambdós factors als quals s'oposaven els talibans. A Radio Free Europe va declarar: «Arribaven amb els burques i les bosses plenes de material i tisores. A sota portaven quaderns i bolígrafs. I un cop dins, en lloc d'aprendre a cosir, parlaven de Shakespeare i James Joyce, Dostoievski i dels seus propis escrits. Era un gran risc a què s'enfrontaven. Si haguessin estat capturades, haurien estat, com a mínim, empresonades i torturades. Potser executades a la forca».